# Philippa Boyens
Philippa Boyens é uma roteirista neozelandesa, galardoada com o Oscar de melhor roteiro adaptado de 2004 pela obra que co-escreveu com Peter Jackson juntamente com Fran Walsh para a trilogia O Senhor dos Anéis. 
Boyens trabalhou com os mesmos colaboradores na nova versão cinematográfica de King Kong, de Peter Jackson (2005). Seguindo a conclusão daquele filme, o trio trabalhou mais uma vez mais juntos em uma adaptação do romance de Alice Sebold The Lovely Bones, lançado em 2009. Ela também colaborou com Jackson e Walsh na adaptação para os cinemas de O Hobbit, de J.R.R. Tolkien, que foi lançado em três partes: O Hobbit: Uma Jornada Inesperada, O Hobbit: A Desolação de Smaug e O Hobbit: A Batalha dos Cinco Exércitos, respectivamente em dezembro de 2012, dezembro de 2013 e dezembro de 2014.
Boyens era uma estudante de meio-período na University of Auckland (Universidade de Auckland), granduando-se com uma BA em Inglês & História, em 1994. Ela recebeu a Premiação de Bacharéis Distintos na universidade em 2006.
Ela tem dois filhos, um menino e um menina: Phoebe e Calum Gittins, que participaram do filme O Senhor dos Anéis: As Duas Torres.

## Filmografia

### Roteiro
- O Senhor dos Anéis: A Sociedade do Anel (2001)
- O Senhor dos Anéis: As Duas Torres (2002)
- O Senhor dos Anéis: O Retorno do Rei (2003)
- King Kong (2005)
- The Lovely Bones (2009)
- O Hobbit: Uma Jornada Inesperada (2012)
- O Hobbit: A Desolação de Smaug (2013)
- O Hobbit: Lá e de Volta Outra Vez (2014)

### Produção
- King Kong (2005): Co-produtora

### Trilha-sonora
- O Senhor dos Anéis: A Sociedade do Anel (2001): Líricos para Lothlorièn
- O Senhor dos Anéis: O Retorno do Rei (2003): Líricos para The Edge of Night e The Green Dragon.